# Cimetière du choléra de Białka
Le cimetière du choléra de Białka (polonais : Cmentarz choleryczny w Białce) est un cimetière du choléra à Białka, en Pologne.

## Histoire
Il fut un lieu d'inhumation pour les  morts de l'épidémie de choléra de 1847 de la paroisse de Maków Podhalański. C'est ici, dans une fosse commune, qu'ont été enterrées environ 5000 personnes amenées pendant l'épidémie de choléra de toute la paroisse, c'est-à-dire de Maków, Białka, Grzechynia et Żarnówka. Il y eut en tout plus de 16000 victimes

## Galerie

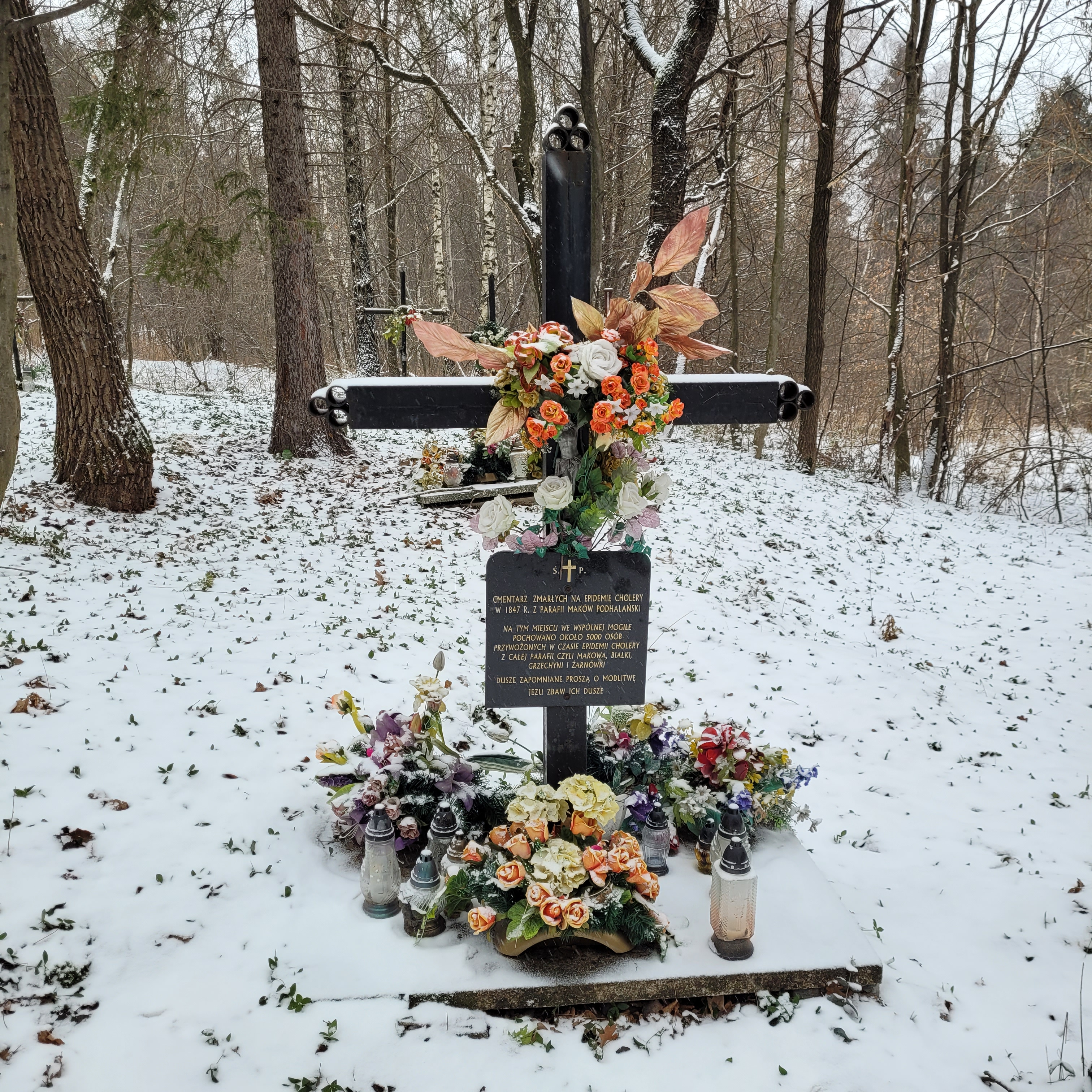
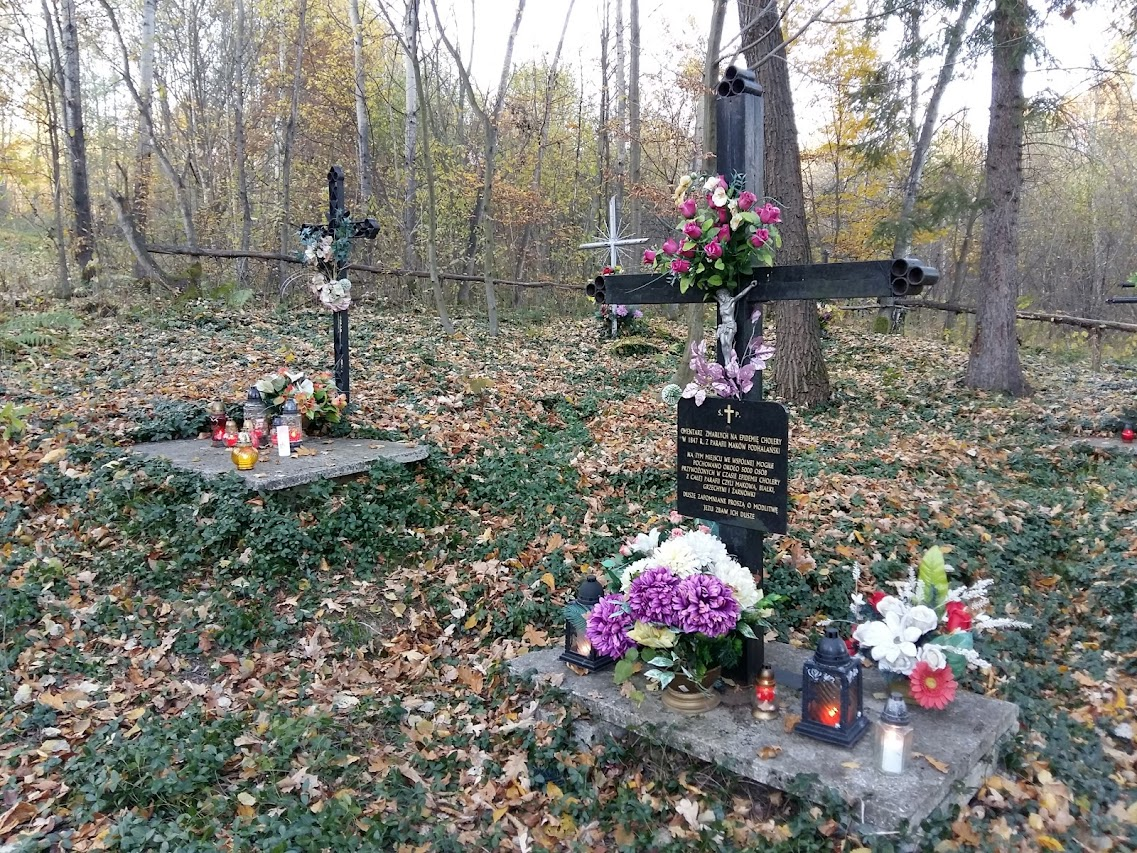